# ناحیه مرکزی تل ابیض
ناحیه مرکزی تل ابیض (به عربی: ناحیة مرکز تل أبیض) یک ناحیه در سوریه است که در منطقه تل ابیض واقع شده‌است. ناحیه مرکزی تل ابیض ۴۴٬۶۷۱ نفر جمعیت دارد.